# Lynette Yiadom-Boakye
Lynette Yiadom-Boakye, född 1977 i London, är en brittisk konstnär och författare. 

## Biografi
Yiadom-Boakyes föräldrar invandrade till England från Ghana under 1960-talet. Hon läste grunderna i konst på Central St Martin's, studerade vidare på bland annat Falmouth School of Art och avlade 2003 examen vid Royal Academy Schools. Yiadom-Boakye som använder sig av olja på duk har sedan början av karriären frångått användandet av modeller i skapandet av sina porträtt. Motiven väljer hon istället från klippböcker där hon samlar teckningar, tidningsklipp, historiska målningar och fotografier.
Under 2010-talet blev hon en internationellt uppmärksammad konstnär efter separatutställningar i London, på Haus der Kunst i München, Kunsthalle Basel och New Museum of Contemporary Art i New York.

## Utmärkelser
- 2012 – Future Generation Art Prize[7]
- 2018 – Carnegiepriset[7]

Yiadom-Boakye var även en av fyra nominerade till Turnerpriset 2013, som vanns av Laure Prouvost.